# Diaperasticus
Diaperasticus – rodzaj skorków z rodziny skorkowatych. Jedyny z monotypowej podrodziny Diaperasticinae.
Skorki te przypominają wyglądem przedstawicieli rodzaju Doru. Nabrzmiała, tak szeroka jak długa do nieco poprzecznej głowa ma stosunkowo małe oczy, a u samców potylicę z wklęśnięciem za oczami. Czułki budują stosunkowo cienkie i długie człony, z których człon czwarty nie jest krótszy od trzeciego. Kształt przedplecza jest mniej lub bardziej czworokątny. U większości przypadków pokrywy (tegminy) oraz tylne skrzydła są dobrze lub w pełni rozwinięte. Jeśli pokrywy są skrócone to wówczas tylne skrzydła są ukryte lub całkowicie zanikłe. Śródpiersie jest mniej więcej tak szerokie jak długie, kwadratowe w zarysie. Odnóża mają krótkie golenie, w przypadku tylnej ich pary sięgające zwykle okolic środka odwłoka, nigdy nie zbliżające się nawet do nasady szczypiec. Przypłaszczony odwłok ma mniej lub bardziej równoległe boki. Blaszkowate pygidium jest w widoku od góry szerokie i płaskie. Przysadki odwłokowe (szczypce) u samców są szeroko odseparowane, stosunkowo krótkie, łukowato wygięte, zwykle z blaszkowatymi zębami na krawędziach wewnętrznych ramion. U samic mają one szersze nasady z wykrojeniem na pygidium oraz smuklejsze, równomiernie zwężone części odsiebne. Narządy rozrodcze samców mają na przednim brzegu umiarkownie rozwiniętej płytki centralnej nieparzysty płat genitalny o przedniej krawędzi w spoczynku poprzecznie ściętej. Wierzchołkowe ⅓ słabo zesklerotyzowanych paramer zewnętrznych mogą być grubsze lub cieńsze, ale zawsze są co najmniej czterokrotnie dłuższe niż szerokie i nieco zakrzywione do wewnątrz. Środkowa część paramer ma krótszą lub dłuższą virgę o podstawie rozszerzonej w pęcherzyk nasadowy, widoczny jako uwypuklenie tego odcinka virgi. Kanalik nasienny odchodzi od bocznej strony tego pęcherzyka. 
Skorki te zamieszkują Afrykę i Madagaskar.
Rodzaj i podrodzina wprowadzone zostały w 1907 roku przez Malcolma Burra. Nazwa rodzajowa pochodzi od greckiego διαπεραστικος, oznaczającego: „przedzierający się”, „penetrujący”. Należy doń 6 opisanych gatunków:
- Diaperasticus bonchampsi (Burr, 1904)
- Diaperasticus erythrocephalus (Olivier, 1791)
- Diaperasticus krausei Steinmann, 1983
- Diaperasticus sansibaricus (Karsch, 1886)
- Diaperasticus sudanicus Steinmann, 1977
- Diaperasticus wittei Hincks, 1955